# Catarina de Santo Agostinho
A Bem-aventurada Maria Catarina de Santo Agostinho, OSA, (em francês:  Marie-Catherine de Saint-Augustin) (3 de maio de 1632- 8 de maio de 1668) foi uma canônica regular francesa que foi fundamental no desenvolvimento do Hôtel-Dieu de Québec a serviço da colônia da Nova França. Ela foi beatificada pela Igreja Católica.

## Vida
Ela nasceu Catarina de Simon de Longpré na cidade de Saint-Sauveur-le-Vicomte, então parte da antiga Província da Normandia, na França. Criada principalmente pelos avós, quando criança ela demonstrou uma preocupação marcante pelas necessidades dos doentes e dos pobres. Em 1644, ela entrou no mosteiro das canonisas de Santo Agostinho da Misericórdia de Jesus em Bayeux, que administrava o Hôtel-Dieu da cidade. Foi recebida no noviciado da Ordem no dia 24 de outubro do mesmo ano, altura em que lhe foi atribuído o nome religioso pelo qual agora é conhecida.

## Nova França
No ano de 1648 ela estava entre os membros da Ordem que responderam ao apelo para ajudar as canonisas de Quebec que ali fundaram o Hôtel-Dieu para as necessidades da colônia. Em 31 de maio, então com 16 anos, Madre Catarina partiu para a colônia. No caminho, foi vítima de uma praga, da qual foi curada de uma forma que parecia milagrosa, que atribuiu à proteção de Nossa Senhora, por meio de uma estátua dela que trouxera da França e que ainda é reverenciada como milagrosa. Ela chegou ao porto de Quebec em 19 de agosto.
Após a chegada de Madre Catarina, ela começou a cuidar dos enfermos no hospital do mosteiro, atendendo às suas necessidades espirituais e físicas. Ela aprendeu as línguas dos primeiros povos da região para melhor servi-los. Ela trabalharia para trazer os pacientes para mais perto de Deus. A superiora do hospital, Madre São Boaventura, mais tarde testemunhou que ela e as outras canonisas sabiam que Catarina passaria longos períodos em oração e realizaria severas mortificações de seu corpo em apoio à sua missão espiritual, a ponto de pôr em perigo a sua própria saúde.
Ao mesmo tempo em que também cuidava dos pacientes dessas maneiras diferentes, Madre Catarina passou nove anos como tesoureira do hospital. Além disso, foi-lhe confiada a tarefa de formar novas candidatas à comunidade como Mestra das Noviças. No entanto, apesar desse modo de vida duro, tanto sua superiora quanto a famosa Ursulina de Quebec, a Bem-aventurada Maria da Encarnação, atestaram a doçura de disposição que Madre Catarina exibiu continuamente ao lidar com os outros ao longo de sua vida, e pela qual ela era conhecida em toda a colônia.

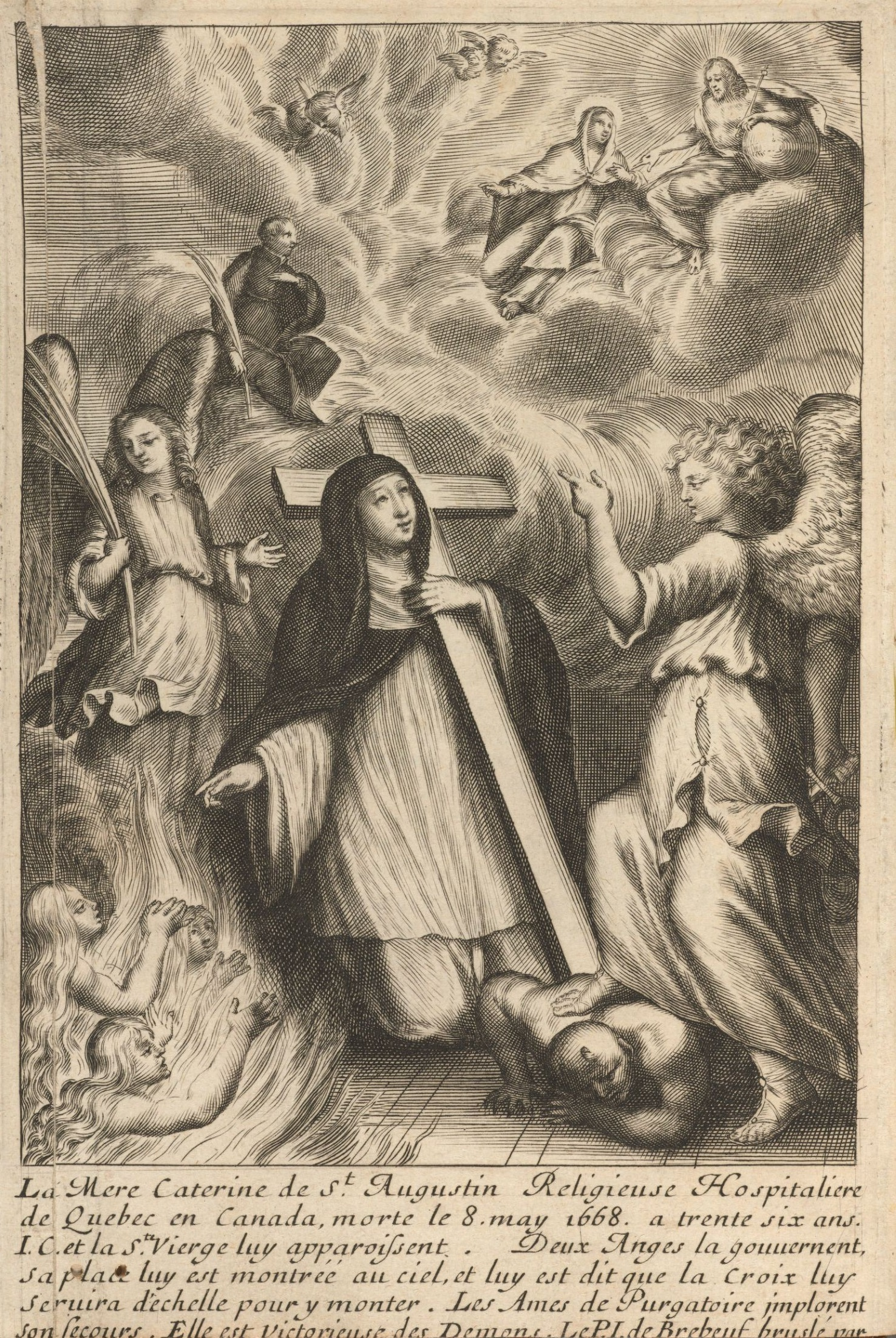
La vie de la mere Catherine de Saint Augustin, de Paul Ragueneau, 1671

Madre Catarina de Santo Agostinho morreu em 1668 no hospital que ajudava a administrar, aos 36 anos. Ela foi amplamente considerada pelo povo da Nova França como uma santa.

## Veneração
Devido ao seu auto-sacrifício pelos colonos europeus da colônia e pelos habitantes nativos, Madre Catarina passou a ser homenageada como uma das seis fundadoras da Igreja Católica no Canadá, representando as contribuições das canonisas agostinianas. A causa de sua canonização foi apresentada à Santa Sé na Cidade do Vaticano.
Madre Catarina foi declarada como tendo vivido uma vida de extraordinária virtude em 9 de março de 1984 pelo Papa João Paulo II. Declarando que ofereceu sua vida pelo estabelecimento da fé católica no Canadá, este mesmo Papa, em 23 de abril de 1989, a beatificou.

O dia da festa da Beata Catarina é celebrado em Quebec em 8 de maio. Seus restos mortais são preservados para veneração no Centre Catherine-de-Saint-Augustin, adjacente ao Hôtel-Dieu.